# Hydropsyche krassimiri
Hydropsyche krassimiri là một loài Trichoptera trong họ Hydropsychidae. Chúng phân bố ở miền Cổ bắc.